# Guachi
Die Guachi sind ein seit 1870 verschollener, zur Gruppe der Guaycurú gehöriger indigener Volksstamm Brasiliens, welche zunächst das Hochland Boliviens besiedelten und später in die Sumpfgebiete des Rio Miranda sowie nach Paraguay weiterzogen.

„Das kleine Volk der Guachí oder Guachié, deren Identität mit den von den ältesten Autoren genannten Guarapayo, Guasarapo, Baschereposs oder Guaxarapo gesichert erscheint, reiht Koch … unter die Sprachgruppe „Guairkurú“ ein.“